# Rory Williams
Rory Williams es un personaje de ficción interpretado por Arthur Darvill en la longeva serie británica de ciencia ficción Doctor Who. Tras ser presentado al principio de la quinta temporada, Rory se une al Undécimo Doctor (Matt Smith) como acompañante a mitad de la temporada. Como prometido de Amy Pond, al principio Rory está inseguro porque piensa que Amy quiere secretamente más al Doctor que a él. Más tarde, sin embargo, se convierte en un héroe por propio derecho y se casa con Amy. La pareja concibe una hija a bordo de la máquina del tiempo del Doctor, la TARDIS mientras está en vuelo por el vórtice del tiempo, pero el bebé es secuestrado nada más nacer. En Un hombre bueno va a la guerra, Rory y Amy descubren que su amiga viajera en el tiempo River Song es realmente su hija Melody Pond. El Doctor y River se casan en La boda de River Song, y Rory se convierte en el suegro del Doctor.

## Apariciones

### Televisión
Rory es presentado en En el último momento (2010) como un enfermero en una sala de enfermos en coma y como una "especie de novio" de la nueva compañera Amelia Pond (Karen Gillan). Se muestra impactado al conocer al amigo imaginario de Amy, "el Doctor desarrapado", el Undécimo Doctor (Matt Smith), a quien conoce instantáneamente por las historias de infancia de Amy. Dos años más tarde, Amy se fuga con el Doctor en la víspera de su boda con él para viajar con el Doctor, a quien ella al final de este periodo de viajes intenta seducir. En respuesta, el Doctor se lleva a Amy y Rory a la Venecia de 1580 para reparar y reforzar la relación de la pareja; al final del episodio, Rory se une a ellos como compañero de viaje. En el episodio 7 de la temporada 5, La decisión de Amy, en un "sueño realista" donde él es un médico con coleta, ya casado con una embarazada Amy, le dice antes de morir que cuide de su hijo, lo que provoca que Amy se dé cuenta de lo mucho que le ama. Rory viaja con el Doctor y Amy hasta el episodio 9, Sangre fría, donde le disparan mortalmente por una siluriana tras salvar al Doctor, y después es absorbido por una grieta en el universo, borrándole de la existencia y de la memoria de Amy. Rory vuelve a aparecer en La Pandórica se abre, como un soldado romano en el año 102 d. C. pero se revela que es un duplicado Nestene con los recuerdos de Rory. Intenta luchar contra su programación, pero sin poder evitarlo, dispara a Amy. En el episodio final de la temporada, El Big Bang, el duplicado de Rory preserva a Amy en estasis dentro de la Pandórica, cuidando de ella durante casi dos milenios. Empieza a ser conocido como "El último centurión", guardando la Pandórica donde quiera que se la lleven. El duplicado Rory ayuda al Doctor, Amy y River Song (Alex Kingston) a salvar el universo de la explosión que causó las grietas en el tiempo. Vuelve a su línea temporal original como humano, pero aún conservando sus recuerdos de duplicado Nestene, y se casa con Amy. Continua viajando con el Doctor, que se los lleva de luna de miel. En cierto momento, salva a la pareja dentro de su crucero interestelar de un choque mortal contra un planeta poblado.
El astronauta imposible comienza con Amy y Rory de vuelta en la Tierra donde son contactados por el Doctor. En Utah, él, Amy y River Song son testigos de su aparente muerte. Su relación con el Señor del Tiempo es complicada por sus sospechas de que Amy puede amar al Doctor más que a él. En El día de la luna, confunde sus frases ambiguas sobre los sentimientos de Amy dichas a través de un comunicador como dirigidas al Doctor en vez de a él. Las casi personas revela que Amy es un avatar de carne; Rory al principio en shock al ver al Doctor destruir la versión de Amy con la que habían estado viajando, mientras que la Amy auténtica se pone de parto. Amy da a luz a una niña, Melody Pond, entre Las casi personas y Un hombre bueno va a la guerra. Los recuerdos de Rory como centurión en la línea temporal alternativa le permiten mostrar coraje y resolución al enfrentarse a un grupo de Cybermen y a los monjes sin cabeza, en contraste con su personalidad en la anterior temporada antes de La Pandórica se abre. Tras la batalla, Rory está junto a un Sontaran moribundo que menciona la dicotomía entre Rory y él de ser los dos a la vez guerreros y enfermeros. A pesar de que Amy y Rory están desolados por no haber podido salvar a Melody de ser secuestrada por Madame Kovarian (Frances Barber), River aparece en el clímax del episodio y revela a Amy y Rory que ella es su hija, Melody.
Flashbacks en Matemos a Hitler revelan que Amy y Rory tenían una amiga de la infancia, Mels. Como Amy inicialmente había asumido que Rory era gay por su falta de interés en otras mujeres, la adolescente Mels (Nina Toussaint-White) es quien le informa a Amy de los sentimientos de Rory. En la Tierra en el siglo XXI, Mels secuestra la TARDIS y la lleva a 1938. Tras ser disparada por Hitler (Albert Welling), se regenera en River Song. Rory se libra de Hitler encerrándole en un armario. En la conclusión del episodio, deciden dejar que la adulta River siga su camino en la vida y continúan sus viajes. Por un error del Doctor que crea una versión de Amy que se hizo vieja mientras esperaba que la rescataran, Rory dijo que no quería seguir viajando con el Doctor si el Señor del Tiempo continuaba poniéndoles en peligro. La versión vieja de Amy se sacrifica antes de que Rory pueda elegir entre las dos. En El complejo de Dios, Rory es el único de los ocupantes de la TARDIS que no es perseguido por la criatura que se alimenta de la fe. El Doctor especula que esto es por la naturaleza racional de Rory y porque no tiene ninguna fe personal. El Doctor finalmente se da cuenta del peligro al que expone a sus amigos y devuelve a Amy y Rory a la TIerra, dándoles una casa y un coche (el coche favorito de Rory, un Jaguar E-Type) como regalos de despedida. Cuando River crea una realidad alternativa al resistirse a matar al Doctor, Rory se convierte en el "Capitán Williams", un soldado a las órdenes de Amy Pond. Aunque no son pareja en esta versión de la historia, Rory sigue enamorado de Amy; ella le salva la vida y sugiere que se casen. Una vez la realidad es restaurada, les visita su hija River, quien les cuenta el secreto de que el Doctor sigue vivo, y que la versión del Doctor que murió era un duplicado robótico. El Doctor se reencontrará con Rory y Amy dos años más tarde en una cena de Navidad.
En la apertura de la séptima temporada, Asylum of the Daleks (2012), se establece que Amy y Rory están a punto de divorciarse. Cuando los Daleks secuestran al Doctor para que haga una misión para ellos, también secuestran a Rory y Amy en el día que firmaban los papeles del divorcio, porque saben que el Doctor trabaja mejor con compañeros. Durante la misión, el Doctor maniobra una reconciliación entre los dos. Los dos discuten sus sentimientos mutuos, y se revela que Amy dejó a Rory porque se había vuelto estéril tras Un hombre bueno va a la guerra, y sabía que él quería hijos. En Dinosaurs on a Spaceship se revela que Rory tiene 31 años en ese episodio.
En diciembre de 2011 se anunció que el personaje abandonará la serie durante la séptima temporada.

### Literatura
Rory aparece junto al Doctor y Amy en numerosas series de novelas y audiolibros de Doctor Who.

## Caracterización
Para su audición, Arthur Darvill recibió dos escenas del primer episodio y una del sexto, pero aparte de que Rory iba a ser el novio de Amy, no recibió más detalles del personaje. El guionista principal y productor ejecutivo Steven Moffat declaró que lo que sobresalió de la audición de Darvill fue "lo gracioso" que era. Darvill se sintió "privilegiado" de formar parte del espectáculo, y estaba contento con la historia de Rory. Darvill ya había trabajado anteriormente con Matt Smith en una obra titulada Swimming with Sharks. Se convirtió en personaje regular nombrado en los créditos iniciales a partir del especial navideño Un cuento de Navidad; Darvill había "cruzado los dedos" para poder convertirse en regular.
Rory era un personaje que estaba "completamente enamorado" de Amy, pero Amy tenía cosas que hacer en la vida antes de admitir que ella también le quería a él. Moffat describió a Rory como alguien que había crecido a la sombra del Doctor imaginario de Amy. Rory se hizo enfermero solo por eso. Finalmente Rory madura y se convierte en un "torpe héroe de acción". Hablando de la caracterización de Rory en la primera temporada, Darvill sintió que estaba "en el exterior mirando hacia dentro de este mundo del que estaba desesperadamente intentando salvar a Amy". El productor ejecutivo Steven Moffat había decidido tener una pareja casada en la TARDIS "desde el principio". Darvill declaró sobre el matrimonio que Amy era siempre "la que llevaba los pantalones". Sin embargo, sentía que el matrimonio de Rory había hecho que el personaje dejara de "sentirse tan insignificante". Respecto a cómo Rory había cambiado entre las temporadas cinco y seis, Darvill señaló que "su sentido de la aventura se ha despertado" y que está más seguro de sí mismo.

## Recepción
Las frecuentes muertes de Rory en la serie han sido objeto de críticas. El crítico de Digital Spy Morgan Jeffery escribió, "Uno de los elementos clave en Doctor Who es obviamente el sentido de peligro y la presencia persistente de la muerte, pero las repetidas muertes y resurrecciones de Rory se han vuelto tan frecuentes que ya las comparaciones con Kenny de South Park son casi inevitables". En una crítica de La mujer del Doctor, Neela Debnath de The Independent anunció que "la dinámica fatigosa de las muertes de Rory había entrado oficialmente". Por otro lado, SFX le dio a Rory la tercera posición en el top 10 de resurrecciones en ciencia ficción, diciendo "se está convirtiendo en un cliché. Pero no es algo que nos importe mucho, principalmente porque siempre se hace con muy buen gusto. Excepto quizás en La maldición del punto negro que fue en general un episodio bastante carente de gusto".
Sin embargo, los críticos han alabado el aumento de oportunidades para Rory de mostrarse heroico en la sexta temporada. Tras la emisión de Un hombre bueno va a la guerra, Charlie Anders de io9 comparó al personaje con Wesley Wyndam-Pryce (Alexis Denisof), cuya historia en las series de televisión americanas Buffy la cazavampiros y Angel también vieron su transición de personaje cómico a guerrero genuino. Anders comentó: "Sí, estamos emocionados de que Rory esté teniendo su Wesley Wyndam-Pryce. El Rory malo es, como ya hemos visto, totalmente malo. Pero este episodio ejemplifica la tendencia reciente de que Amy se reduzca en una acompañante, víctima, o algo peor." Sam McPherson de Zap2it creía que Rory había sido el personaje que más había evolucionado de la quinta temporada, convirtiéndose en un "personaje generalmente disfrutable".
El blog del Radio Times destacó al personaje por una premisa- "Como viajero en la TARDIS, Rory probablemente habla por la audiencia muchísimo más de lo que pasados compañeros lo han hecho. Por supuesto, a todos nos gustaría pensar que saltaríamos a la acción justo como el Doctor. Pero en la realidad, si nos uniéramos a un excéntrico alien de viaje por el espacio y el tiempo, probablemente seríamos más Rory que Rose Tyler".
Rory fue nombrado "Personaje televisivo del año" en los Premios de Televisión de Virgin Media en 2012. SFX nombró a Amy y Rory la segunda mejor pareja romántica de la ciencia ficción.